# Hexatoma (Eriocera) celebesiana
Hexatoma (Eriocera) celebesiana is een tweevleugelige uit de familie steltmuggen (Limoniidae). De soort komt voor in het Oriëntaals gebied.